# Saint-Caradec
Saint-Caradec é uma comuna francesa na região administrativa da Bretanha, no departamento Côtes-d'Armor. Estende-se por uma área de 21,76 km². Em 2010 a comuna tinha 1 154 habitantes (densidade: 53 hab./km²).